# Wallace Oliveira dos Santos
Wallace Oliveira dos Santos (Rio de Janeiro, 1994. május 1. –) brazil labdarúgó, jelenleg a Chelsea játékosa.

## Pályafutása
A Fluminense csapatában kezdte pályafutását, 2012-ben igazolta le a Chelsea. Az idény végéig kölcsönben a brazil csapatnál futballozott, 2013 nyarától lett a londoniak játékosa.
2013-ban a Chelsea kölcsönadta az Internazionale csapatának, ahol szeptember 1-jén debütált a Catania elleni 3-0-s győzelem alkalmával. Összesen 3 meccset játszott a csapat színeiben, mindannyiszor csereként pályára lépve. 2014. július 30-tól a Vitesse csapatában szerepelt kölcsönben. 2015-ben a Carpi csapatához került kölcsönbe, ahol a Sampdoria ellen 5-2-re elveszített meccsen debütált. 2016. január 4-től a Gremio csapatához került, mint kölcsönjátékos.

## Sikerei, díjai
- Brazil bajnok: 2012
- Carioca-bajnok: 2012
- Brazil Kupa-győztes: 2016

## Külső hivatkozások
- A Chelsea FC honlapja